# OMIKE
L' Unione Nazionale Ungherese Israelitica per l'Educazione (in lingua ungherese: Országos Magyar Izraelita Közművelődési Egyesület, nota come OMIKE) è stata un'associazione ungherese attiva tra il 1910 e il 1944 atta a promuovere la cultura ebraica. In seguito alla promulgazione delle leggi razziali in Ungheria, l'associazione offrì assistenza a molti artisti ebrei ungheresi.

## Storia

### Fondazione
L'OMIKE fu fondata nel 1910 dal capo rabbino di Budapest Simon Hevesi con lo scopo di far conoscere i valori ebraici tradizionali. L'unione promuoveva la vita religiosa, nonché la cultura e il benessere, fornendo per esempio una mensa ed un alloggio per gli studenti lavoratori, una biblioteca e organizzando campi estivi e conferenze. A partire dal 1930 l'OMIKE vide la partecipazione di attori, cantanti, artisti e tutti coloro che non potevano più esercitare la loro arte a causa delle leggi razziali, ai quali dal 1939 fu offerta assistenza e protezione.

### Attività teatrale
Quando gli attori ebrei non poterono più esibirsi a causa delle leggi razziali, l'Opera di Budapest propose alla comunità israelitica di organizzare spettacoli nella sala Goldmark della stessa comunità. Il presidente della comunità Ribári riuscì ad ottenere i necessari permessi, concedendo agli artisti ebrei di potervi prendere parte.
A partire dal 1940 si tennero dunque diversi spettacoli, come il dramma Mosè di Imre Madách, La serva padrona, Il segreto di Susanna, Il ratto dal serraglio, Bastien und Bastienne ed Esther. 
Il 19 marzo 1944 i soldati tedeschi sequestrarono il teatro di Seghedino, sancendo la fine dell'OMIKE.

## Direttori
- László Bánóczi
- Oszkár Beregi
- László Weiner[3]

## Artisti
L'OMIKE fu punto di riferimento per numerosi artisti ebrei ungheresi, tra cui i cantanti Vera Rózsa, Gabriella Relle, Manc Herendi, Dezső Ernster, Moshe Schwimmer e Béla Lénárd, i pittori Imre Ámos Ungár e Ilka Gedő, e gli scrittori Bálint Lajos, Károly Pap, Dezső Szomory, Ernő Szép, Ferenc Molnár e Bródy Sándor.

## Eredità
- La rivista sociale e culturale del mondo ebraico Remény ha commemorato il 65º anniversario dell'OMIKE nel 1998.[6]